# رابح الخرايفي
رابح الخرايفي  (22/05/1969) محام وأستاذ جامعي وعضو المجلس الوطني التأسيسي المنتخب يوم 23 أكتوبر 2011 في تونس.
متزوج وأب لثلاث أطفال
متحصل على دكتوراه في القانون العام
محام لدى محكمة التعقيب
مكلف بالعديد من الدروس بكلية العلوم القانونية والاقتصادية والتصرف بجندوبة
عضو لجنة القضاء العدلي والإداري والمالي والدستوري

## فعاليات السياسية
بداية العمل السياسي يعود للفترة التلمذية بمعهد مصطفى خريف بجندوبة منذ السنة الثالثة به حيث انضم إلى خلية تلمذية قومية ناصرية. كان في تلك الفترة مقتصرا على قراءة كتب مثل الميثاق وخطب عبد الناصر. في المرحلة الثانوية الثانية من الرابعة إلى السابعة ثانوي أصبح يطلع على كتابات عصمت سيف الدولة نظرية الثورة العربية وانتمى إلى وحدة صغيرة تنظم حلقات نقاش في المعهد ونادي السينما والحي الذي يقطنه واستمر هذا إلى السنة الثانية جامعة 8919-1990 إلى ان اختلف معهم حول طريقة العمل واعلن انه لم يعد ينضبط إلى هذه الطريقة بعد حرب الخليج الأولى، عندها انتمى إلى شباب حركة الديمقراطيين الأشتراكيين وفرض نفسه فأصبح عضو المكتب التنفيذي للشبيبة الديمقراطية مكلف بالعلاقات الخارجية.

## استقالة
في سنة 1995 خرج من الحركة لمواقفها المؤيدة لزين العابدين بن علي وبقي منخرط في منظمة العفو الدولية الفرع التونسي وكذلك فرع الرابطة التونسية لحقوق الإنسان بجندوبة إلى أن انخرط في الحزب الديمقراطي التقدمي سنة 2003 فأسس جامعته بجندوبة في ماي 2004 وفي مؤتمره 2006 صعد إلى المكتب السياسي.
منذ سنة 2009 هو رئيس لجنة الحقوقيين بالفرع التونسي لمنظمة العفو الدولية وعضو المؤتمر القومي العربي.
و أكد الخرايفي أن الاستقالة من الحزب الجمهوري تأتي على خلفية انعدام الثقة التي لمسها خلال عملية التصويت على القائمة التي ستمثل جهة جندوبة في الانتخابات التشريعية القادمة.

## إصدارات
صدر في ماي 2015 مؤلف جديد للدكتور والنائب السابق بمجلس نواب الشعب رابح الخرايفي تحت عنوان «الأنظمة الداخلية للمجالس النيابية المتعاقبة في تونس».